# پیکان زمان

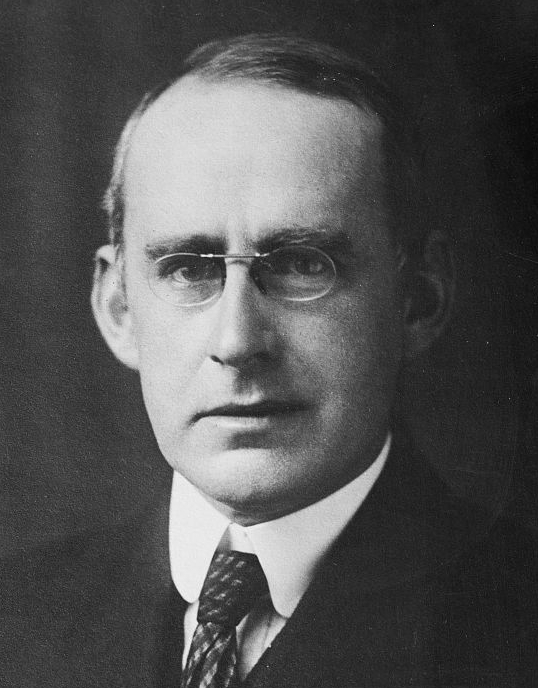
آرتور استنلی ادینگتون

پیکان زمان (به انگلیسی: Arrow of Time, or Time's Arrow) مفهومی است که در سال ۱۹۲۷ توسط اخترشناس بریتانیایی آرتور استنلی ادینگتون مطرح گشت. این مفهوم بر مبنای عدم تقارن زمان، گفته می‌شود و نشان‌دهندهٔ آن‌ست که زمان یک جهت مرجع دارد. این جهت را با مطالعه بر روی ساختار اتم‌ها و مولکول‌ها و اجسام می‌توان به دست آورد.
در سیستم‌های میکروسکوپی بیشتر تقارن زمان برقرار است، در حالی‌که در سیستم‌های ماکروسکوپی تقارن زمان نقض شده و زمان یک جهت ارجح دارد.
به عبارت دیگر، اعتقاد بر این است که فرآیندهای فیزیکی در سطح میکروسکوپی به طور کامل یا عمدتاً متقارن زمانی (time-symmetric) هستند: اگر جهت زمان برعکس شود، گزاره‌های نظری که آن‌ها را توصیف می‌کنند صادق می‌مانند. حال آنکه در سطح کلانِ ماکروسکوپی اغلب به نظر می‌رسد که اینطور نیست: یک جهت (یا جریان) آشکار زمان وجود دارد.